# Исары горного Крыма
Исар (или Исарчик) — от крымскотатарского (крымскотат. İsar, Исар, «стена») — термин, которым в Крыму принято обозначать развалины небольших, в основном средневековых укреплений — монастырей, феодальных замков, сторожевых крепостей и сельских убежищ, обычно размещённых на труднодоступных возвышенностях. Возведение в XIII веке сторожевых крепостей, контролировавших перевалы и проходы в долины горного Крыма, феодальных замков и сельских укреплённых убежищ в окрестностях Херсона («Херсакеи») и в Готии (она же «Климаты Херсона», «Климаты Готии») историки связывают с сельджукской экспансией в восточном Крыму 1217—1225 годах и появлением монголов на территории полуострова, начиная с 1223 года и в связи с переходом горного Крыма в зону влияния Трапезундской империи (византийская фема Херсона после 1204 года перешла в состав Трапезундской империи) всего появилось 24—25 новых укреплений.
Исследуя развалины укреплений, историки пришли к выводу, что, судя по строительным приёмам, большинство из них сооружались в традициях римских фортификаторов I—III века, либо крепостных сооружений Византии, и под руководством, или надзором, херсонесских специалистов — аналогично раннесредневековым кладкам Херсонеса. Жилые комплексы в южнобережных укреплениях (примитивные, на «сухой» кладке однотипные жилища) видимо, строились, учитывая какие-то местные традиции или из соображений экономии.
Существует версия, что в XV веке две линии укреплений на Южном берегу Крыма — приморская и горная, находясь практически друг против друга, представляли собой линию противостояния между генуэзскими колониями и княжеством Феодоро.
Решениями Крымского облисполкома большинство развалин средневековых укреплений объявлены историческими памятниками регионального значения.

## Список исаров
Практически полный перечень известных горных укреплений приведён в работе Виктора Леонидовича Мыца «Укрепления Таврики X—XV вв», также перечень именно исаров, без крупных крепостей городского типа, собран крымскими краеведами на сайте «Исары Горного Крыма».

### Юго-западный Крым
| - Асаране-Бурун - Бага - Басман - Бурун-Кая - Долгая | - Загайтанский исар - Кала-Фатлар - Камара Исар - Кермен-Кая - Керменчик | - Кипиа - Кучук-Узенбаш - Кыз-Кермен - Пампук-Кая - Сандык-Кая - Сарджик | - Сарымамбаш-Кермен - Сиваг-Кермен - Сююрю-Кая - Чоргунская башня - Чоргунский исар - Яманташ |

### Южный берег Крыма
| - Ай-Йори - Ай-Тодор - Ай-Тодор II - Аю-Даг - Алупка-Исар - Биюк-Исар - Гаспра-Исар - Гелин-Кая | - Демерджи I - Ильяс-Кая - Кале-Поти - Калиера - Кастель - Кастропуло - Кобоплу | - Кокия-Исар - Кучук-Исар - Лимена-Кале - Мердвень-Исар - Ореанда-Исар - Святого Иоанна - Палекур - Палеокастрон | - Панеа - Пахкал-Кая - Плака - Рускофиль-Кале - Сераус - Учансу-Исар - Хачла-Каясы - Чатырдагский исар |

## Неизученные укрепления
Часть укреплений ещё не изучалась, археологические раскопки пока не производились и в научной литературе они не описаны. Все сведения о них — результаты визуальных осмотров историками и случайных описаний.
- Дегерменкойский исар — замок XIII—XIV века, расположен на скалистой возвышенности на юго-восточной окраине села Запрудное, с севера и востока окружён оврагом глубиной 15—20 м, с южной и западной стороны — крутыми склонами, где были построены крепостные стены из бута на известковом растворе толщиной 1,3—1,4 м (сильно разрушены, прослеживается только их основание), на стыке стен была прямоугольная башня, на скальной глыбе размером 8×10 м. Размеры крепости 73 на 44 м, или 0,15 гектара, южнее неё лежало селение XIII—XV века с храмом и кладбищем[8]. Впервые укрепление упомянуто Василием Кондараки в 1875 году[10], разведку производил Виктор Мыц в 1978 году[11].
- Демерджи I — развалины средневекового укрепления (сельского убежища) X—XIII века, располагалось на склоне южной Демерджи, в северо-западной части Долины Привидений. В научной литературе укрепление не описано. Площадь укрепления 4 гектара, но половина её — скалы, непригодные для жилья, в крепости имеются следы построек, на двух скальных мысах — развалины небольших храмов, возле нижнего располагалось кладбище[8].
- Каменка — развалины сторожевого укрепления X—XIII века, располагалось в 2 км западнее села Корбек, на возвышенности. С северной, доступной стороны было огорожено стеной длиной 75 м и толщиной 2 м (сохранилась на высоту 1 м) из бута насухо, площадь 0,2 гектара, размер — 83 на 32 м, башен в стене и построек внутри не обнаружено[12].

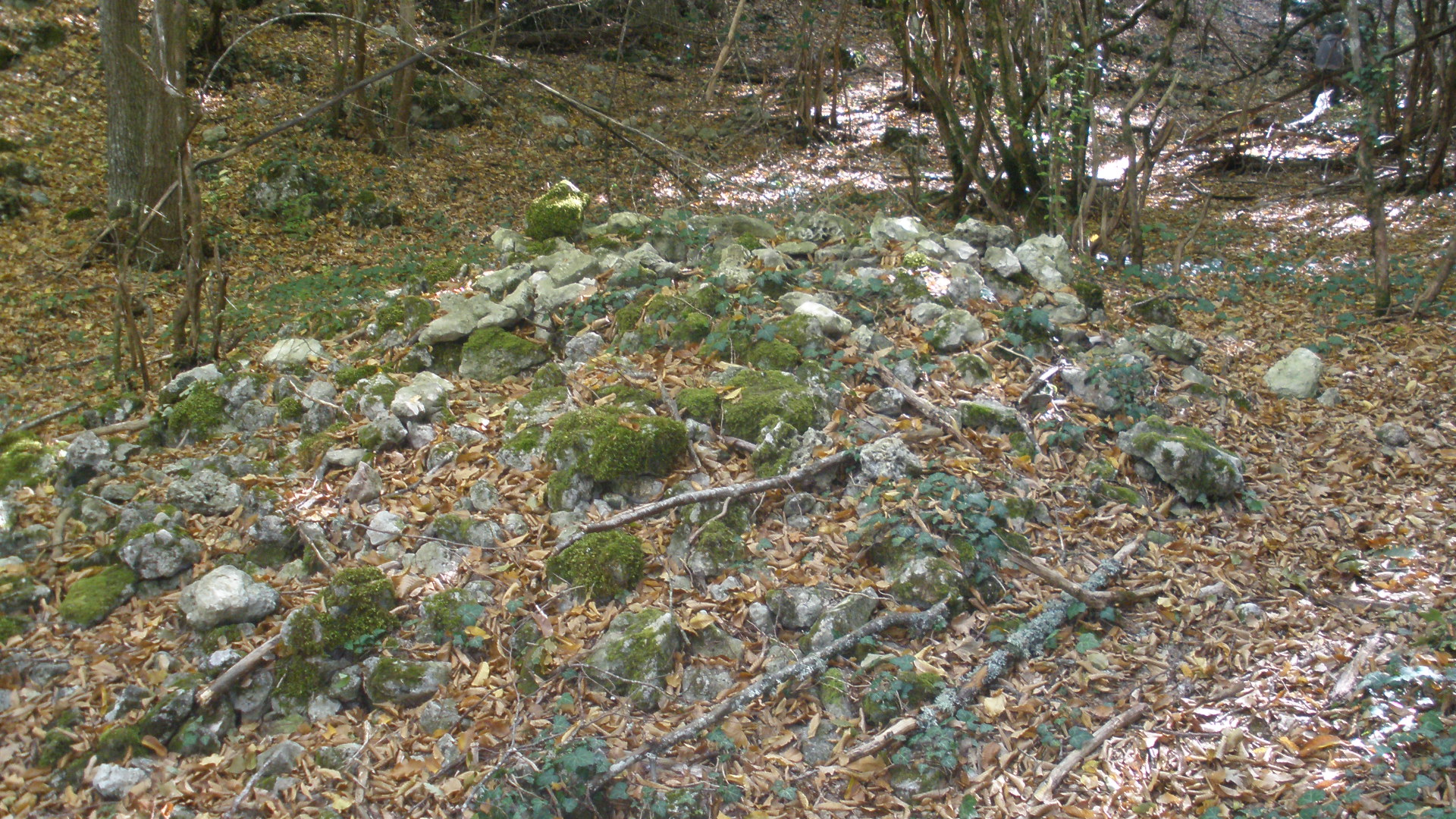
Качи-Дже.
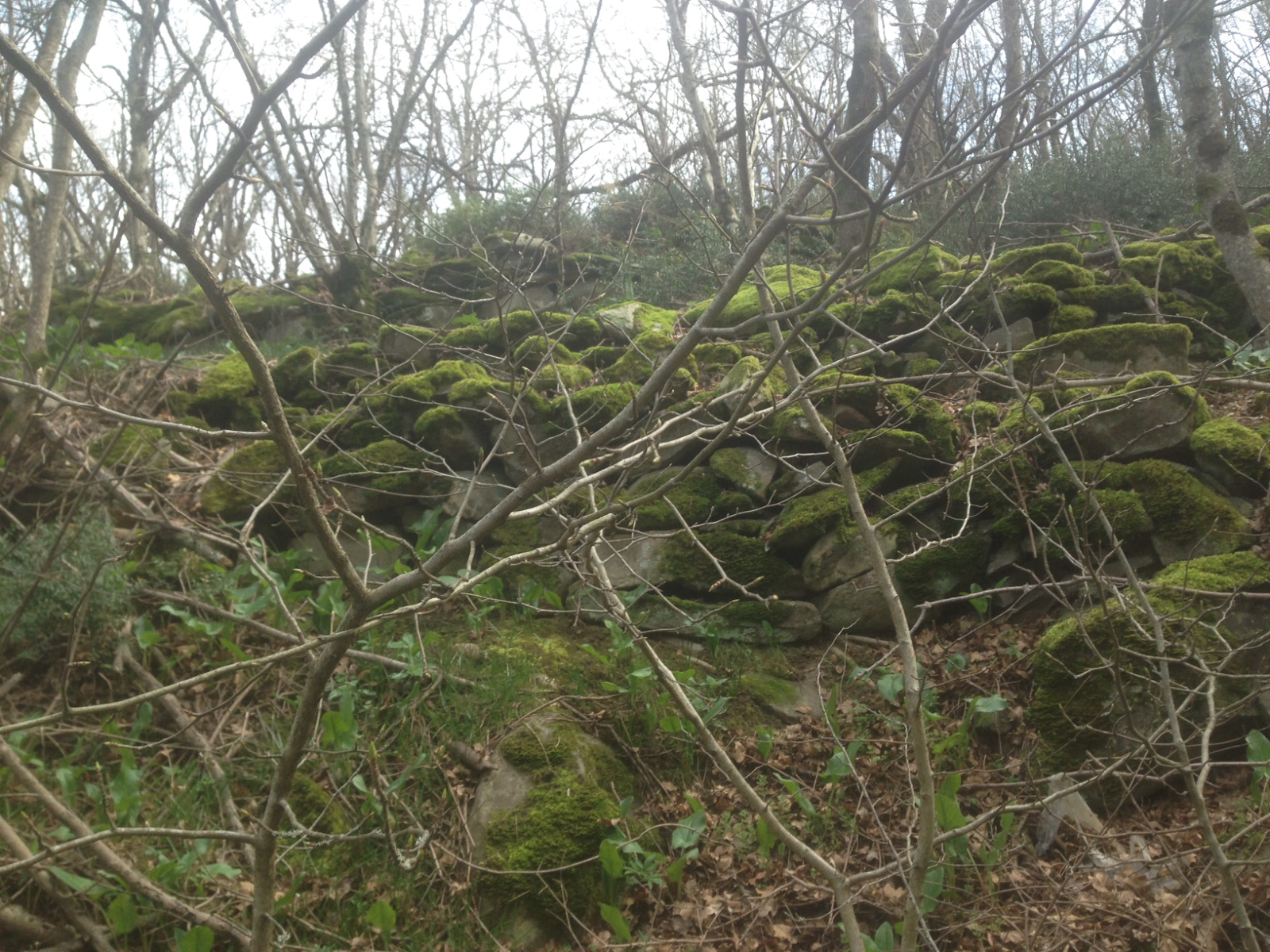
Карабахский Исар.
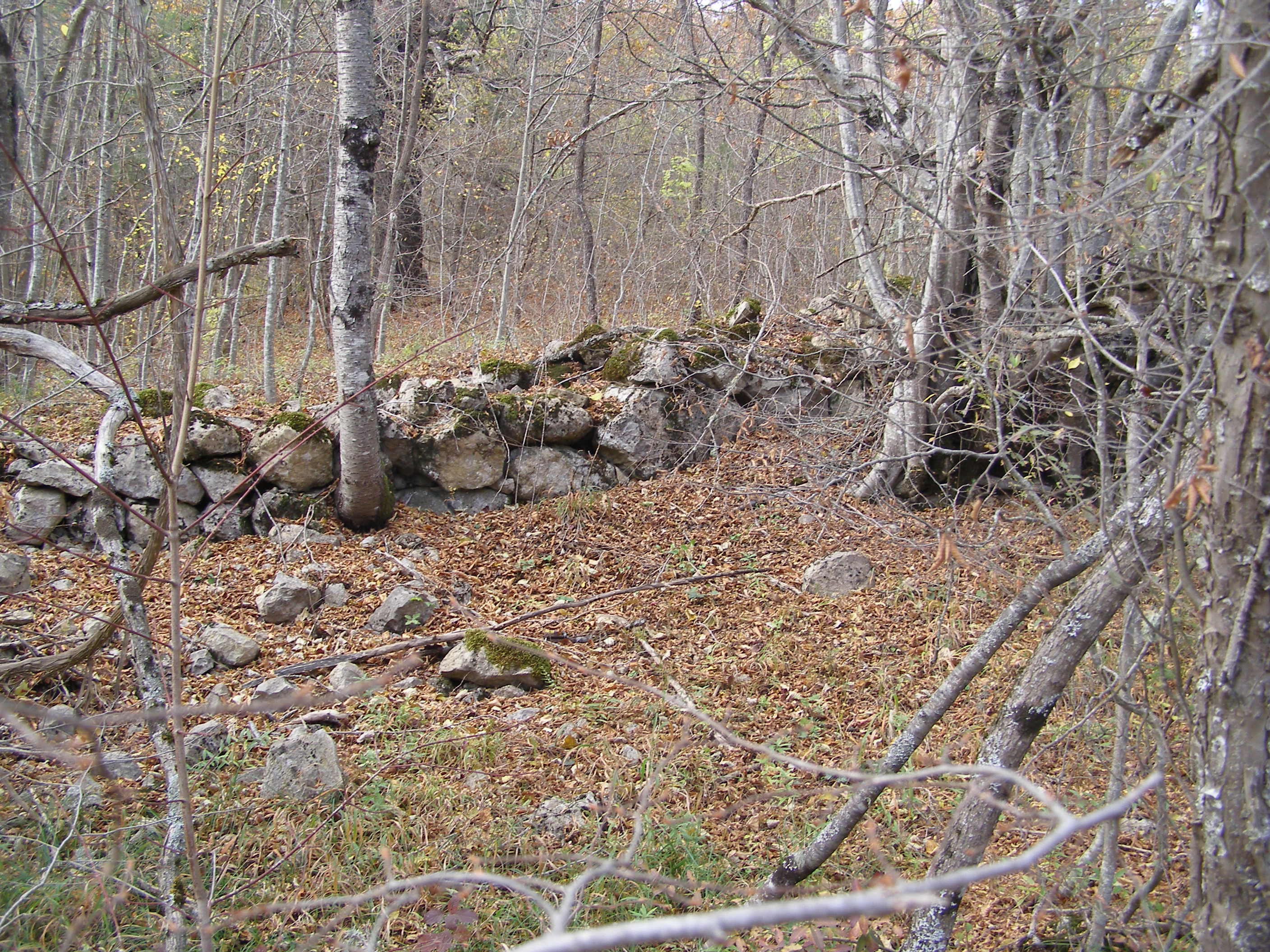
Хапулар.
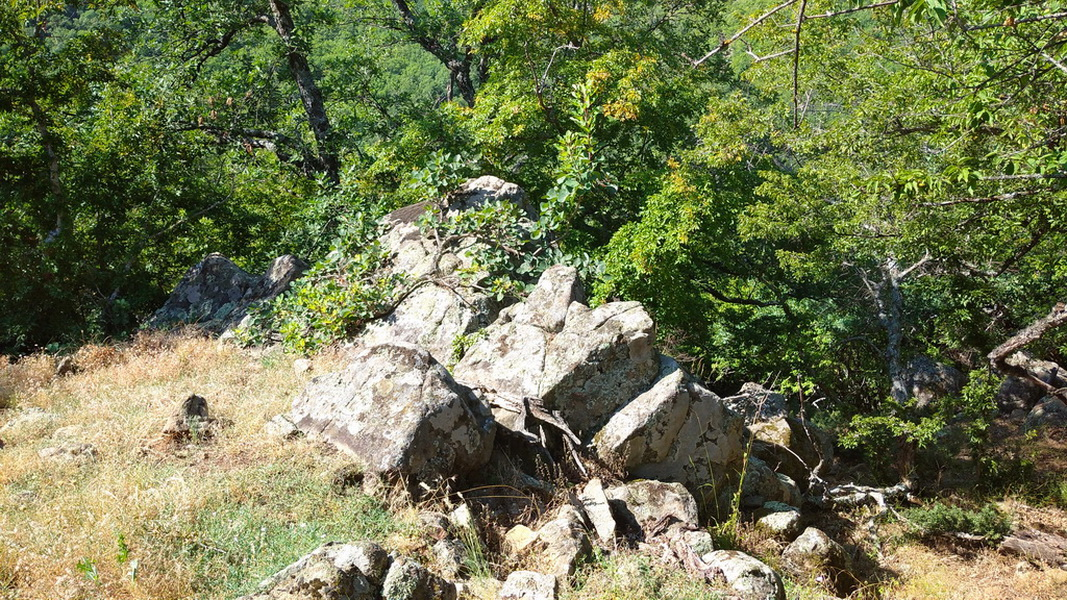
Чунгур-Кая.

- Карабахский Исар — 44°36′10″ с. ш. 34°21′45″ в. д.HGЯO развалины сторожевого укрепления X—XIII века, расположены на скале среди Кучук-Ламбатского хаоса в 500 м от берега и 1 км северо-восточнее мыса Плака, приблизительно на середине расстояния между значительными укреплениями Аю-Даг и Кастель[13]. Стена, длиной около 45 м и толщиной 1,4—1,5 м (сохранилась на высоту до 1—1,2 м) из бута насухо, прикрывала напольную сторону, площадь крепости 0,1 гектара, размеры — 42 на 30 м, построек внутри не обнаружено, с запада вёл вход шириной 1,8 м[8].
- Качи-Дже — 44°41′05″ с. ш. 33°52′25″ в. д.HGЯO — убежище или укрепленный загон IX—X века. Находится в 2 км северо-западнее села Баштановка, на утёсе Алим-Кая (также Алим-Айдамак-Кая), с двух сторон ограниченном крутыми оврагами — Биринджи-дере и Экинджи-дере[14]. Мыс отгорожен стеной (сложена двухпанцирной кладкой насухо из крупного бута, внешний панцирь — из грубо обработанных блоков) длиной около 70 метров, шириной 2—2,5 м, сейчас сильно разрушена. Площадь укрепления 0,76 гектара, размеры защищённого участка 205 на 55 м. Следов построек в укреплении не обнаружено, фрагменты гончарной и лепной керамики (кувшины с плоскими ручками, амфоры с желобчатым корпусом и салтовские горшки) на основании чего была произведена датировка убежища[8].
- Курушлюк I — укреплённый загон X—XIII века (по немногочисленным находкам керамики возможно, IX—X век) на вытянутом с северо-запада на северо-восток мысу размерами 84 на 27 метров. Расположен на скальном мысу Хармыза-Хая с двумя небольшими вершинами горы[15] Курушлюк-Бурун массива Бойка[16], отгорожен от плато полукольцом оборонительной стены (толщина 1,5—2 метра, местами сохранилась на высоту до 1,5 м) длиной 45 метров, сложенной из крупного бута насухо[8].
- Курушлюк II — сторожевое укрепление X—XIII века (по немногочисленным находкам керамики возможно, XIV век) на вытянутом с северо-запада на северо-восток мысу размерами 84 на 27 метров. Расположен на скальном мысу Хармыза-Хая с двумя небольшими вершинами горы[15] Курушлюк-Бурун массива Бойка[16]. Крепостная стена длиной 96 метров, сложенная из крупного бута насухо, отделяет площадку размером 78 на 49 м (толщина 2—3 метра, местами сохранилась на высоту до 3 м). На входе — развалины четырёхугольной башни, внутри строений нет, за пределами стен — руины небольших однокамерных построек. Основное время жизни крепости, по подъёмному материалу, XII—XIII век[8].
- Курушлюк III — убежище или укрепленный загон X—XIII века, расположен на скалистой возвышенности на западном склоне горы Курушлюк-Бурун массива Бойка[16]. Крепостная стена (двухпанцирная с внутренней забутовкой) длиной 96 метров, отделяет площадку размером 52 на 24 м (толщина 1,3—1,5 метра, местами сохранилась на высоту до 1,7 м), вход шириной 2 м находился с восточной стороны[8].
- Ласпинское — развалины укреплённого загона X—XIII века, располагаются на Байдарской яйле южнее горы Мачук[17] у древней скотопрогонной тропы. Кольцеобразное укрепление размером 85 на 40 м площадью 0,2 гектара. Стены, толщиной до 2 м сложены из бута насухо, у стен было несколько построек, за крепостью, у тропы — руины небольшой церкви[18].
- Хапулар — 44°29′30″ с. ш. 33°53′00″ в. д.HGЯO развалины укреплённого убежища жителей деревни Узунджа X—XIII века, расположены на горе Лячка, также названия Мрабель, Тильки-Ялаган-Бурун[19], (высота 685 м) хребта Самна-Баир[20]. Находилось на древней вьючной тропе, ведущей во вход в стене, сложенной из бута насухо (около 1,5 саженей шириной[19]), перекрывавшей доступ на площадку, окружённую с трёх сторон обрывами[8].
- Форосское — развалины укреплённого убежища X—XIII века, расположены под горой Форос[21], севернее посёлка, выше шоссе Ялта — Севастополь на скалистой возвышенности[18]. Виктор Мыц, в работе «Укрепления Таврики X—XV вв» 1991 года упоминает остатки основания стен, каких-то строений и фундамент постройки, донжона, либо церкви[8]. Археолог Лев Фирсов в книге «Исары — Очерки истории средневековых крепостей Южного берега Крыма» (посмертное издание 1990 года) даёт более развёрнутое описание памятника, как средневекового поселения, с небольшой крепостной постройкой выше него и средневековым могильником с храмом в стороне. Храм был одноапсидный, размерами 4,5 на 7 метров, из бута на известковом растворе, стены были покрыты известковой штукатуркой со следами росписи (апсида была сложена из блоков травертина и полностью развалилась). С севера укрепления шла стена длиной 15 метров, с востока — стена длиной 65 м и толщиной до 2 м, сложенная на известковом растворе[22].
- Чирка-Каясы — 44°31′45″ с. ш. 33°41′40″ в. д.HGЯO развалины укреплённого убежища IX—X века, расположены на вершине горы Чирка-Каясы (249,7 м)[23], в 2 км к юго-востоку от села Черноречье. Стена толщиной 1,5—1,8 м (сохранилась на высоту до 0,8 м) из бута насухо опоясывала вершину горы, прикрывая укрепление площадью 0,2 гектара (70 на 36 м). Внутри укрепления следов каких-либо строений не заметно, с запада к убежищу ведёт древняя дорога
- Чунгур-Кая — 44°41′05″ с. ш. 34°19′20″ в. д.HGЯO развалины убежища (для местного населения и торговых караванов, следовавших через перевал Кебит-Богаз), либо сторожевого укрепления X—XIII века, расположенные в 1,5 км южнее посёлка Розовый, на одноимённой горе восточного склона Бабугана. С севера и востока окружено обрывами, с юга и запада было огорожено стеной длиной 150 м и толщиной 1,2—1,8 м (сохранилась на высоту до 2,1 м) из бута насухо, площадь 0,29 гектара, размер — 80 на 65 м, башен в стене и построек внутри не обнаружено, с запада вёл вход шириной 2,1 м[8].